# Durex
Durex est une marque de préservatifs du groupe anglo-néerlandais Reckitt Benckiser.

## Historique
Durex est une marque de préservatifs et de lubrifiants personnels lancée en 1929. La fabrication a été le fait de la London Rubber Company  entre 1932 et 1994. 
La London Rubber Company a ensuite fusionné avec SSL International (en). L'entité résultant de cette fusion appartient depuis 2010 à la société anglo-néerlandaise Reckitt Benckiser.
L'utilisation ouverte et répandue des préservatifs (communication au grand public) est retenue dans de nombreux pays, depuis les années 1980 ou 1990, comme un moyen de lutte contre l'épidémie du sida, entraînant une évolution des législations : par exemple, en France, la marque Durex, présente depuis 1944 dans ce pays, fut longtemps interdite de publicité sur ce type de produits et n'est autorisée à communiquer que depuis 1987,.

## Origine du nom de la marque
Le nom de la marque Durex est formé à partir du concept de marketing voulant mettre en avant trois qualités principales d'un préservatif : DUrability (durabilité), REliability (fiabilité, confiance) et EXcellence (excellence).